# Гипервизор
Гиперви́зор (англ. Hypervisor; от др.-греч. ὑπέρ «над, выше, сверх» + лат. vīsio «зрение; видение») или монито́р виртуа́льных маши́н (в компьютерах), низкоуровневая оболочка — программа или аппаратная схема, позволяющая одновременно, параллельно запускать несколько  операционных систем на одном и том же хост-компьютере. Гипервизор также обеспечивает изоляцию операционных систем друг от друга, защиту и безопасность, разделение ресурсов между различными запущенными ОС и управление ресурсами.
Гипервизор также обязан предоставлять работающим под его управлением на одном хост-компьютере ОС средства связи и взаимодействия между собой (например, через обмен файлами или сетевые соединения) так, как если бы эти ОС выполнялись на разных физических компьютерах.

## Типы гипервизора

### Автономный гипервизор (Тип 1, X)
Имеет свои встроенные драйверы устройств и планировщик и поэтому не зависит от базовой ОС. Так как автономный гипервизор работает непосредственно в окружении усечённого ядра, то он более производителен, но проигрывает в производительности виртуализации на уровне ОС и паравиртуализации. Например, кроссплатформенный гипервизор Xen может запускать виртуальные машины в паравиртуальном режиме (зависит от ОС).
Примеры: VMware ESX, Citrix XenServer.

### На основе базовой ОС (Тип 2, V)
Это компонент, работающий в одном кольце с ядром основной ОС (кольцо 0). Гостевой код может выполняться прямо на физическом процессоре, но доступ к устройствам ввода-вывода компьютера из гостевой ОС осуществляется через второй компонент, обычный процесс основной ОС — монитор уровня пользователя.
Примеры: Microsoft Virtual PC, VMware Workstation, QEMU, Parallels, VirtualBox.

### Гибридный (Тип 1+)
Гибридный гипервизор состоит из двух частей: из тонкого гипервизора, контролирующего процессор и память, а также специальной служебной ОС, работающей под его управлением в кольце пониженного уровня. Через служебную ОС гостевые ОС получают доступ к физическому оборудованию.
Примеры: Microsoft Virtual Server, Sun Logical Domains, Xen, Citrix XenServer, Microsoft Hyper-V, VMware Workstation, OVirt.